# De Boeck
Pour les articles homonymes, voir De Boeck (homonymie).
De Boeck est l'une des plus anciennes maisons d'édition belges. La société a été fondée en 1885 par Albert De Boeck.

## Description
Le catalogue De Boeck est essentiellement éducatif :
- De Boeck Éducation pour l'édition d'ouvrages et d'outils pour les élèves du primaire et du secondaire en Belgique
- De Boeck Université (ou De Boeck Supérieur) pour l'édition de manuels universitaires ou professionnels, destinés à toute la francophonie, avec plus de 1 500 titres et plus de 900 auteurs. De Boeck Université s'est notamment fait connaître par la traduction en français de grands auteurs américains (Stiglitz…).
- Sous la marque De Boeck-Duculot, les outils et références de langue française (dont les titres de Maurice Grevisse)

## Édition de livres
Le fonds de De Boeck est composé de 1 500 titres en sciences humaines (histoire, sociologie, philosophie, psychologie, droit, économie, gestion…) comme en sciences et techniques (mathématique, physique, chimie, biologie…) et en médecine (anatomie, cardiologie, histologie, soins infirmiers, kinésithérapie…).
De Boeck est devenu le numéro 1 des éditions scolaires belges et le numéro 2 français depuis son rachat par Editis en 2007.
En 2011, le groupe d'éditions De Boeck est racheté par Ergon Capital,,.
En 2016, Ergon revend De Boeck à Sanoma.

## Édition de revues
De Boeck publie également 19 revues en sciences humaines et sociales, en psychologie et en sciences politiques:
- Afrique contemporaine
- Cahiers critiques de thérapie familiale et de pratiques de réseaux
- Cahiers de psychologie clinique
- Éducation et sociétés
- Innovations
- Le Moyen Âge
- Mondes en développement
- Négociations
- Pensée plurielle
- Psychotropes
- Recherches économiques de Louvain
- Reflets et perspectives de la vie économique
- Revue d’économie du développement
- Revue internationale de droit économique
- Revue internationale de politique comparée
- Science et motricité
- Sociétés
- Staps
- Travaux de linguistique

Plusieurs revues des éditions De Boeck sont consultables sur le site Cairn-info et par le site Persée